# Pelospora
Pelospora è un genere di batterio appartenente alla famiglia delle Syntrophomonadaceae.